# NGC 2881-1
NGC 2881-1 is een spiraalvormig sterrenstelsel in het sterrenbeeld Waterslang. Het hemelobject werd op 9 februari 1886 ontdekt door de Amerikaanse astronoom Lewis A. Swift.

## Synoniemen
- MCG -2-24-21
- VV 293
- Arp 275
- PGC 26747